# 崔贤级驱逐舰
崔贤级驱逐舰（：／）是朝鲜人民军海军的一款导弹驱逐舰。

## 历史

### 一号舰“崔贤”号
2025年4月25日，由南浦造船所承建的崔贤级驱逐舰一号舰“崔贤”号下水。 該艦建設進度非常迅速，並且在下水第一天就開始測試其導彈系統，裝備的火力也異常的多。

### 二号舰“姜健”号下水事故
2025年5月21日，朝鲜官方媒体朝中社罕見報導了海軍重大意外的消息，據稱崔贤级驱逐舰二号舰在清津造船厂下水时，因指挥不熟练、操作不慎，未能保障底盘移动平行度，致使船尾部分的下水滑板先脱离搁浅，部分区段船底破空导致船体失衡，船首部分未脱离船台。船体可能因此受损。出席下水仪式的金正恩目睹事故過程，宣布这是一起“不可容忍的严重的重大事故、犯罪行为”，并要求在6月份召开朝鲜劳动党八届十二中全会前修复该船。
5月23日，朝鲜方面表示二号舰的受损情况“与初期发表的资料不同，没有船底破洞，船体右舷被刮削，通过船尾部分的救生通道流进一定容量的海水”，并表示需要十余日进行修复。卫星图像显示二号舰整艘側臥及大部分浸在水中，舰首部分则仍在岸上。美国战略与国际研究中心根据卫星图像分析认为该舰可能无法很快被修复，甚至可能彻底毁损。根据6月2日拍摄的卫星图像，朝鲜已成功将二号舰船体扶正，但其舰首部分仍位于岸上。同时，美国分析网站“北纬38度”还分析认为其舰首配备的声呐受损的可能性较大。6月6日，朝中社发布消息称已“完全修复舰船平衡性”，二号舰“截至5日下午安全纵下水并在码头系留”。6月8日，卫星捕捉到了该舰在罗先罗津修船厂干船坞进行修复作业的场景。
被认定对事件负有责任的朝鲜劳动党中央委员会军需工业部副部长李亨先、清津造船厂总工程师姜正哲、船体总装车间主任韩京学和行政副厂长金勇鹤被传唤拘留。清津造船厂厂长洪吉浩被传唤到司法机关。
6月12日，修复后的二号舰在罗津修船厂重新举行下水仪式，并被授予舰名“姜健”号。出席仪式的金正恩还表示，朝鲜劳动党中央军事委员会已批准2026年再建造两艘5000吨级驱逐舰的计划。同时，朝中社也罕见地披露在驱逐舰建造过程中有工人丧生。

### 三号舰
2025年7月22日，朝中社发布报道称，南浦造船厂同月21日举行员工动员大会，启动崔贤级驱逐舰三号舰建造计划。本舰预计于2026年10月10日，即朝鲜劳动党建党纪念日时完工。

## 发展

### 舰名
崔贤级驱逐舰首舰以朝鲜人民军大将崔贤的名字命名，崔贤曾任东北抗日联军将领，后任朝鲜人民武装力量部长。
二号舰以朝鲜人民军参谋总部首任总参谋长姜健的名字命名。

### 设计
崔贤级驱逐舰是朝鲜人民军海军第一款配备相控阵雷达（疑似來自俄軍）和垂直发射系统的水面舰艇。 

## 同型舰
| 舰名   | 舷号 | 建造地                     | 开工          | 下水                                | 入役 | 现况   |
| ------ | ---- | -------------------------- | ------------- | ----------------------------------- | ---- | ------ |
| 崔贤号 | 51   | 南浦市南浦造船所           | 2024年5月     | 2025年4月25日                       |      | 舣装中 |
| 姜健号 | 52   | 清津市清津造船所           | 2024年5月     | 2025年5月21日（此次下水时发生事故） |      | 舣装中 |
| 姜健号 | 52   | 罗先市罗津造船所（修复地） | 2024年5月     | 2025年6月12日                       |      | 舣装中 |
|        |      | 南浦市南浦造船所           | 2025年7月21日 |                                     |      | 建造中 |